# La Pièce aux cent florins
Vous lisez un « article de qualité » labellisé en 2018.
La Pièce aux cent florins (en néerlandais : Honderdguldenprent) est une gravure à l'eau-forte vraisemblablement achevée par Rembrandt vers 1648-1649 et commencée dix ans plus tôt.
Sa composition s'inspire du 19e chapitre de l'Évangile selon Matthieu. Le Christ se tient au centre de la scène, entouré de plusieurs groupes de personnages : à droite, une foule de pauvres, des malades, des personnes âgées ou blessées l'implorent de les guérir ; à gauche, les pharisiens lui tournent le dos, le défient, le provoquent au sujet du droit de l'homme à répudier sa femme ; devant lui, deux femmes s'approchent pour lui demander de bénir leurs enfants. À saint Pierre qui tente de les repousser, le Christ ordonne : « Laissez les enfants, ne les empêchez pas de venir à moi ». Enfin, un jeune homme riche qui hésite à abandonner sa fortune s'oppose au chameau tout à droite de la composition, rappelant la formule de Jésus : « Il est plus facile à un chameau de passer par un trou d’aiguille qu’à un riche d’entrer dans le royaume des Cieux. »
Cette gravure tient son titre de l'histoire selon laquelle Rembrandt l'aurait échangée contre une série complète de gravures du maître italien Marcantonio Raimondi, plutôt que de lui payer les 100 florins demandés, somme très élevée à l'époque. Une autre théorie suggère que l'estampe aurait été offerte par Rembrandt à son ami le marchand d'art Jan Pietersz Zomer, ce qui expliquerait qu'elle ne soit ni datée ni signée.
Les exemplaires de l'estampe originale sont très rares et sa plaque a connu un destin surprenant, le capitaine et imprimeur britannique William Baillie, qui l'avait acquise au XVIIIe siècle, l'ayant retravaillée puis découpée en différents motifs afin de les revendre.
La Pièce aux cent florins est considérée comme la gravure la plus aboutie de Rembrandt, qui innove à plusieurs niveaux. Il représente le Christ comme une source paisible de méditation plutôt que comme figure de souffrance et renferme plusieurs épisodes en une seule scène. Pour mettre ses personnages dans l'ombre ou dans la lumière, engage tous ses moyens techniques — cette eau-forte a été rehaussée à la pointe sèche et au burin sur deux états — et artistiques — avec notamment une intense recherche de la lumière et du visage du Christ dans des œuvres antérieures.

« C'est la première œuvre majeure dans laquelle la lumière et l'ombre atteignent à une telle puissance d'expression et où la vie intérieure s'exprime si fortement à travers une nouvelle maîtrise technique. À cet égard, La Pièce aux cent florins, datée arbitrairement de 1649, ouvre le chemin aux œuvres de la dernière période de Rembrandt graveur. Mais c'est aussi une œuvre charnière représentant la quintessence du travail d'une décennie entière, reflétant toutes les aspirations, tous les accomplissements de l'artiste. »

— Catalogue de l'exposition au musée du Petit Palais, 1896.

## Sujet

### Description générale
Le Christ se tient au centre de la scène, entouré de plusieurs groupes de personnages. Auréolé et en hauteur, il domine l'assemblée, dans un lieu indéfini mais sombre.
À droite, une foule de pauvres, des malades, des personnes âgées ou blessées viennent de la droite et implorent Jésus de les guérir, tous faisant montre d'une grande souffrance. C'est une « foule considérable, pas moins de quarante-deux personnes […], ainsi qu'un chien, un âne et un dromadaire. »
À gauche, les pharisiens, arrogants et se pavanant, tournent le dos à Jésus, le défient et le provoquent. Certains sont absorbés par les paroles de l'un d'entre eux, tandis que d'autres se laissent influencer par Jésus.
En dessous, devant Jésus, deux femmes s'approchent avec leur enfant pour lui demander de les bénir, contre l'avis de saint Pierre, qui se tient à ses côtés. Au même niveau est assis un jeune homme riche, qui semble plongé dans une grande réflexion. Dans la partie inférieure gauche, le riche personnage vu de dos n'a pas d'identité : c'est un spectateur récurrent dans les œuvres de Rembrandt.

### Iconographie
L'iconographie de La Pièce aux cent florins, avec une composition contenant de si nombreux visages, n'a aucun antécédent dans l'histoire de l'art, et ce choix de thème et de composition doit être considéré comme un credo des grandes ambitions artistiques de Rembrandt.

#### Le19echapitrede l'Évangile selon Matthieu

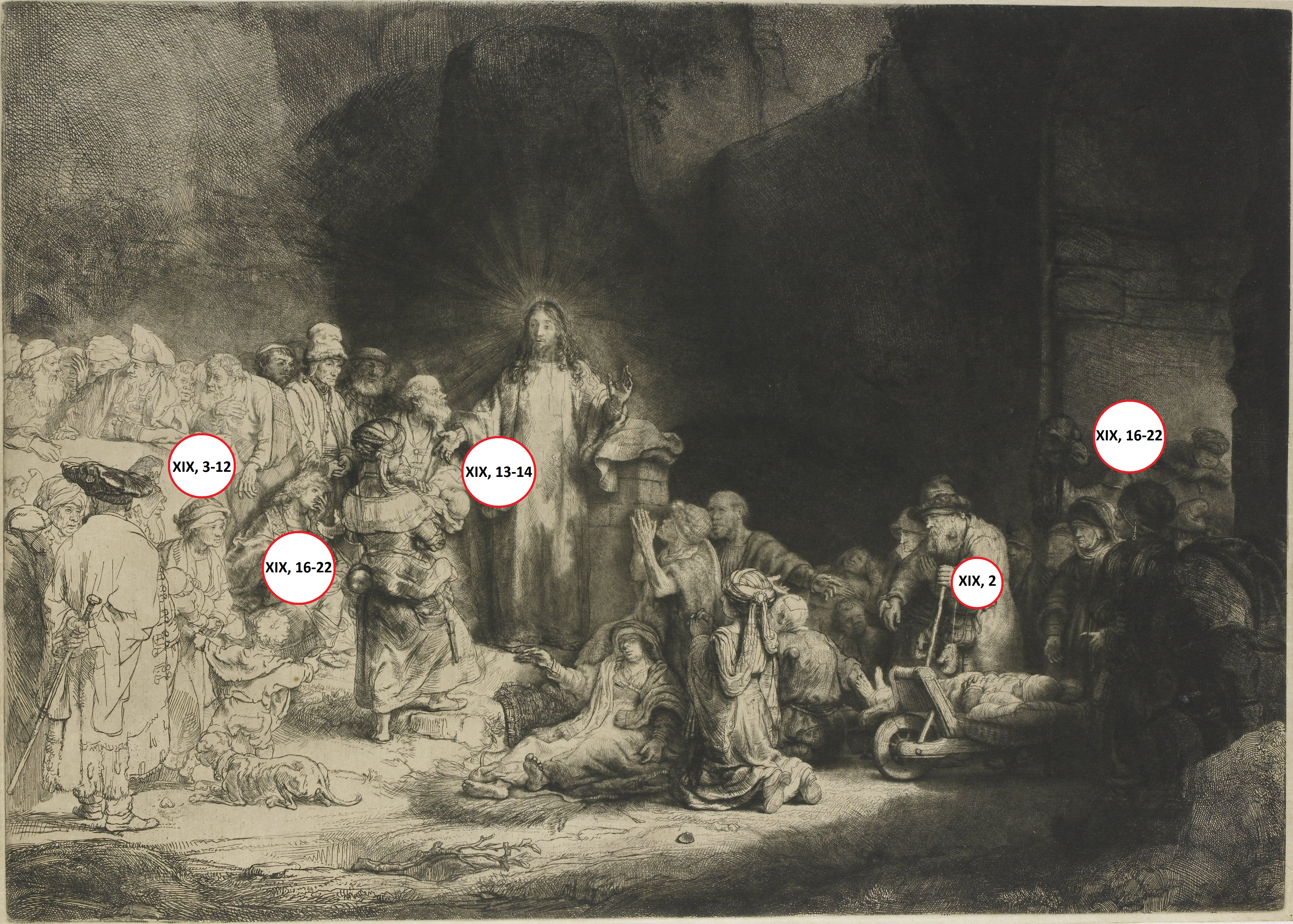
Étude de composition iconographique, reprenant chacun des passages du de l'Évangile selon Matthieu.
Le détail des figures représentant Érasme et Socrate est illustré à la fin de cette section.

Avec cette gravure Rembrandt cherche à représenter tout le 19e chapitre de l'Évangile selon Matthieu qui contient l'essentiel de la doctrine et de l'image du Christ et fait ici le récit circonstancié de son apostolat quand « il s’éloigna de la Galilée et se rendit dans le territoire de la Judée, au-delà du Jourdain, ». Il rend ainsi compte de chacun des événements décrits dans ce chapitre et les répartit dans le cadre à la manière des représentations médiévales — événements indépendants factuellement, mais rassemblés dans une même œuvre comme faisant partie d'une seule scène.
Ainsi, le second verset est représenté à droite de la composition : l'épisode décrit comme « De grandes foules le suivirent, et là il les guérit » est représenté par les différentes faces des miséreux : on y voit des aveugles, des paralytiques, des boiteux, des lépreux, à genoux, à béquilles, sur une brouette, etc. qui s'approchent du Christ pour l'implorer.
Du troisième au douzième verset, Matthieu relate la conversation entre le Christ et les pharisiens qui tentent de le mettre à défaut à propos de la répudiation ; ils figurent à gauche, au second plan, dos à dos avec un personnage portant symboliquement les traits d'Érasme — un humaniste qui a cherché à concilier les enseignements de l'Évangile avec l'étude des anciens. Rembrandt cherche d'ailleurs à mettre en évidence l'hypocrisie des pharisiens, à qui le Christ reproche de ne pas suivre leurs préceptes : il utilise pour cela la manière qu'a l'un d'eux, barbu et coiffé d'un large chapeau, d'enrouler son phylactère. Rassemblés autour d'un large socle de pierre, certains ne semblent fixer que celui qui parle en leur nom — et non Jésus ; pourtant, d'autres auditeurs sont attentifs et subissent eux aussi l'influence de Jésus.
Dans les versets 13 et 14, « Ensuite, on présenta des enfants à Jésus pour qu’il leur impose les mains en priant. Mais les disciples les écartèrent vivement. Jésus leur dit : “Laissez les enfants, ne les empêchez pas de venir à moi, car le royaume des Cieux est à ceux qui leur ressemblent.” » Il y a une autre allusion aux enfants plus loin dans le chapitre, au verset 29 : « Et celui qui aura quitté, à cause de mon nom, […] un père, une mère, […] aura en héritage la vie éternelle. » Une autre représentation symbolique est faite, sous les traits de Socrate, de saint Pierre, qu'il écarte de la main droite pour pouvoir s'adresser à une mère portant son enfant, alors qu'un apôtre cherche désespérément un regard approbateur de son Seigneur. Rembrandt réunit ainsi les sagesses antique et de la Renaissance ; mais il cherche ici à remettre en question la sagesse antique en glorifiant la charité évangélique.
Juste à la gauche de cette scène est assis le jeune homme riche qui ne peut se résoudre à vendre toutes ses possessions pour accéder à la vie éternelle : Rembrandt représente d'ailleurs tout à droite de la composition un chameau ainsi que le Christ, qui conclut cet épisode : « il est plus facile à un chameau de passer par un trou d’aiguille qu’à un riche d’entrer dans le royaume des Cieux,. »
D'autre part, un autre passage du Nouveau Testament est évoqué, celui de Luc : « De plus en plus, on parlait de Jésus. De grandes foules accouraient pour l’entendre et se faire guérir de leurs maladies », renforçant l'idée qu'il s'agit du Christ prêchant et soignant les malades, un thème inhabituel à l'époque.
Rembrandt, qui donne à cette eau-forte toute sa signification par sa composition complexe, cherche plutôt à glorifier le message du Fils de Dieu que d'exhorter à faire le bien au travers de l'image du Christ bénissant les enfants, comme c'est souvent le cas. Cornelis Hofstede de Groot, qui a identifié Socrate et Érasme sur les visages de deux des apôtres de la scène, explique que les gestes du Christ sont « encore plus magnifiquement significatifs sous les regards circonspects du disciple, coiffé d'un haut chapeau, qui ressemble à Érasme et au sceptique Pierre-Socrate ». « Mystère divin, miracles, sanctification, foi et souffrance, mais aussi scepticisme, hésitation, Rembrandt évoque toutes les attitudes de l'humanité face au divin, dans une atmosphère surnaturelle, empreinte de sacré. »

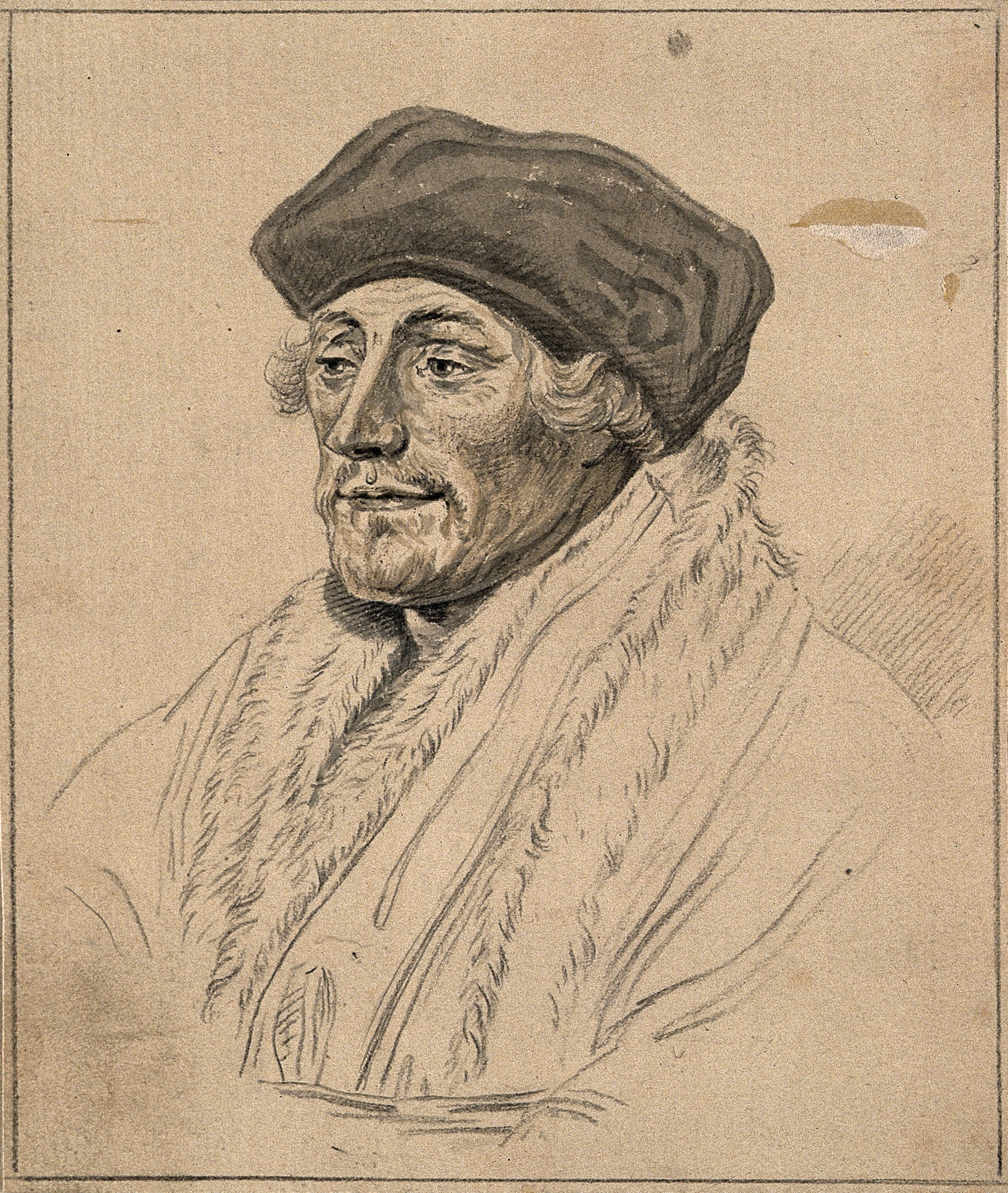
Érasme selon Thomas Holloway (vers 1792, d'après Hans Holbein le Jeune).
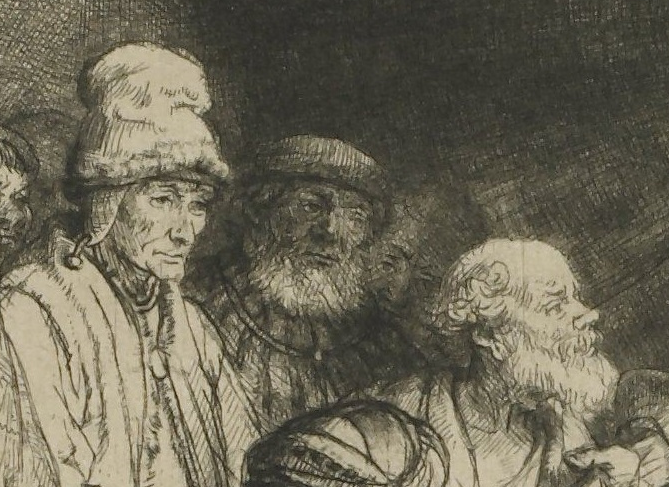
Détail de la Pièce aux cent florins où apparaissent Érasme et Socrate.
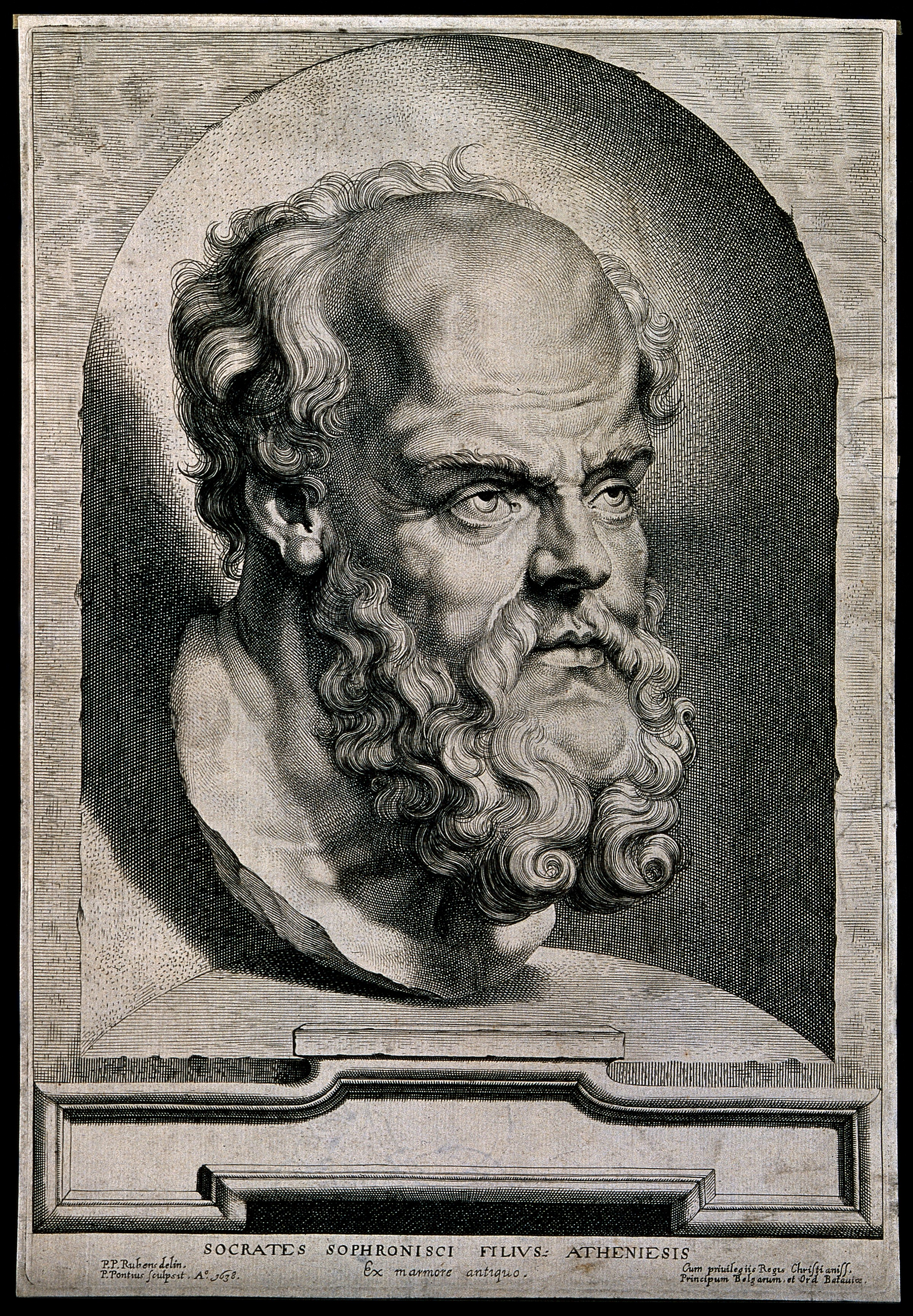
Socrate selon Paulus Pontius (1638).

#### La représentation du Christ
Dans La Pièce aux cent florins, Rembrandt innove en explorant une autre facette de la figure du Christ : alors que celui-ci était jusque-là pratiquement toujours représenté comme une figure héroïque incarnant la souffrance, il met en avant une image beaucoup plus apaisée. Introverti et réservé, sa seule existence « force au respect l'esprit et l'imagination du spectateur » et pousse à la méditation pour sa bonté et la « source spirituelle profonde » qu'il dégage, renforçant la proximité personnelle du spectateur avec la réflexion divine et spirituelle. En effet, privilégiant les perceptions de l'esprit et de l'âme pour y enraciner la présence du Christ qui serait la source continuelle d'espoir et de rédemption, Rembrandt se servirait du récit comme excuse pour « l'expérience intense, intrinsèquement humaine, transformant ainsi ses sujets en drames psychologiques d'individus. »
Ce changement d'orientation significatif par rapport à l'Andachtsbild traditionnel, qu'il entreprend également pour la peinture Les Pèlerins d'Emmaüs, permet d'une part à Rembrandt d'explorer plusieurs sujets analogues et d'autre part inspire par la suite tous les élèves et anciens associés de Rembrandt.
Cette « tranquillité et [cette] sérénité sublimes » s'opposent à l'environnement du Christ, un véritable drame humain de grande magnitude : sa silhouette, imposante et calme domine et donne une cohésion à l'ensemble, en contraste avec les groupes mobiles, distraits, interagissant. Loin de la théâtralité des représentations antérieures, Rembrandt cherche à saisir au maximum la nature particulière des activités du Christ — « en sa triple qualité d'auteur de miracles, de prédicateur et de source d'inspiration à la recherche de disciples. » Cette démarche s'inscrit dans la recherche par le peintre de la signification de l'existence, du degré de perception de « l'apparence extérieure [sic] comme une mesure tangible de l'être intérieur ». Le catalogue d'exposition de Boston et Chicago appelle cette recherche au travers des représentations de sujets bibliques le « Voyage de Rembrandt ».
L'artiste néerlandais apporte une attention particulière à l'auréole de Jésus, qui ressort puissamment par rapport à l'obscurité de l'espace entre lui et la paroi ; Royalton-Kisch décrit même l'auréole comme « s'évanouissant dans les noirs profonds. » Les ombres projetées sur sa tunique blanche — sa propre main ainsi que celles d'une vieille femme priant — et l'auréole, font du Christ « la « lumière du monde » imprimant son existence dans le monde naturel le plus large » ; la lumière est ainsi la métaphore de la mission rédemptrice dont Jésus a été investi,,. De son côté, Tümpel suggère à propos de l'ombre projetée sur la tunique de Jésus qu'elle illustre l'idée que la souffrance des miséreux touche littéralement Jésus.
Le visage du Christ a posé des problèmes à Rembrandt : on constate un travail systématique sur chacun des deux états. Le deuxième état, en particulier, a été retravaillé à de nombreuses reprises à la pointe sèche au niveau du visage : malgré différentes impressions, les spécialistes ne considèrent pas qu'elles constituent des états différents, l'œuvre finale étant déjà « finie » dès le premier état. Mais le long travail, la grande attention de Rembrandt sur ce sujet et les multiples impressions ont altéré la plaque au point qu'il a dû reprendre plusieurs fois ces traits,. La plaque originale a également été retravaillée par plusieurs artistes — voir plus bas —, qui ont eux aussi cherché à corriger ou réinterpréter le visage à la pointe sèche,.

## Origine du nom de l'œuvre
Ainsi l'aiguille de REMBRANDT peint-elle le Fils de Dieu d'après nature ;

Et le place parmi une masse de gens malades :

De sorte que le monde puisse voir, après seize siècles,

Les miracles qu'il accomplit sur eux tous.

Ici la main de Jésus aide les malades. Et les enfants

(C'est cela la divinité !), il les bénit : et tance ceux qui l'en empêchent.

Mais (oh !) le jeune homme s'afflige. Les docteurs de la Loi sont méprisants

La croyance des saints hommes et la divinité du Christ rayonnent.

Ce MESSIE qui a fait des merveilles par milliers

Par bonté, sans vengeance, pour le bien commun, et le salut des juifs.

Mais ah ! ils le crucifièrent, ah ! le serviteur de Siloé, le Fils de Dieu.

Ainsi son sang reste sur eux, et nous sommes à présent ses fidèles.

Lui qui est apparu à Israël, ainsi incarné avec douceur dans notre chair ;

Resplendit maintenant dans toute la majesté de sa divinité, sur les nuages :

Et il est vénéré par des anges au sein de la TRINITÉ,

Jusqu'à ce qu'il réapparaisse pour le jugement de tous les peuples.
— H. F. Waterloos,
Le titre de cette œuvre ne correspond pas au thème représenté pour deux raisons. D'abord, le thème a difficilement été identifié : il semblerait au premier abord que l'iconographie de cette œuvre ne corresponde à aucune scène précise des Évangiles. Par ailleurs et par voie de conséquence, une anecdote portant sur la destination de l'une des épreuves, de par sa particularité, a été choisie par les premiers critiques.
On sait en effet que Houbraken l'utilise dès 1718 et que Gersaint l'utilise à son tour dans son catalogue de 1751 ; il fait le commentaire suivant : « On a toujours cru que ce qui lui a fait valoir ce nom, était qu'elle avait été vendue à ce prix-là en Hollande, du vivant de Rembrandt. Voici ce que j'en ai appris dans ce pays. On sait que Rembrandt était fort curieux d'estampes, et surtout de celles d'Italie. On prétend qu'un jour un marchand de Rome proposa à Rembrandt quelques estampes de Marc-Antoine, auxquelles il mit un prix de 100 florins, et que Rembrandt offrit pour ces estampes ce morceau que le marchand accepta, soit qu'il voulût obliger par là Rembrandt, ou qu'effectivement il se contenta de cet échange : cette estampe étant réellement la plus belle qui soit sortie de la pointe de ce maître. […] Il y a tout lieu de croire que par la suite le nom de la Pièce de cent florins lui ait été donné. » Au dos de l'épreuve conservée à Amsterdam, une note manuscrite contredit cette version en rapportant qu'elle n'aurait jamais été vendue mais offerte à l'un de ses amis, l'artiste et marchand d'art Jan Pietersz Zomer, ou bien échangée contre une célèbre gravure de Marc-Antoine, La Peste,. On sait que certaines estampes ont été vendues au XVIIe siècle à une ou plusieurs centaines de florins, mais à cette époque-là, les estampes néerlandaises avaient un prix n'avoisinant que les 4 à 6 stuivers (1 florin = 20 stuivers). En plus des théories citées préalablement, une autre peut expliquer ce prix très élevé : Rembrandt aurait misé sur ses œuvres lors des ventes aux enchères pour faire gonfler le prix. Quoi qu'il en soit, le nom de Pièce aux cent florins est un titre qui était déjà apparu du vivant de Rembrandt, dans une lettre de l'éditeur d'Anvers Jan Meissen à son client l'archevêque de Bruges Charles van den Bosch datée de 1654, où il décrit le marché de l'estampe et mentionne « la plus remarquable estampe du Christ soignant les malades ».
Le flou demeurait quant au sujet de l'œuvre, jusqu'à ce que Herman Frederik Waterloos, contemporain de Rembrandt, note dans un poème : « Ainsi la pointe de Rembrandt peint d'après la vie le fils de Dieu dans un monde de souffrance, / Tel qu'il y a mille six cents ans déjà il montra les signes des miracles qu'il effectua. Ici, la main de Jésus guérit les malades. Et aux enfants Il donne sa bénédiction (divinement) et punit ceux qui l'en empêchent. Mais (hélas) son disciple le pleure. Et les érudits raillent / La foi des saints qui consacrent le caractère divin du Christ. »
L'épisode du Nouveau Testament serait donc celui relaté par l'Évangile selon Matthieu (v. 19:01-02) — « Lorsque Jésus eut terminé ce discours, il s’éloigna de la Galilée et se rendit dans le territoire de la Judée, au-delà du Jourdain. De grandes foules le suivirent, et là il les guérit. » — et l'Évangile selon Luc (v. 5:15) — « De plus en plus, on parlait de Jésus. De grandes foules accouraient pour l’entendre et se faire guérir de leurs maladies. » —, un thème très peu traité à l'époque. Mais Karel G. Boon explique que de par l'« immense richesse de ce chef-d'œuvre », on ne pouvait trouver d'autre nom que ce qui « est une vraie profession de foi (…) car aucun nom descriptif ne pourrait résumer un univers aussi complexe », faisant référence aux nombreuses références bibliques de l'Évangile selon saint Matthieu condensées dans l'œuvre.
Auparavant, quand ce chapitre était traité par d'autres artistes, seul l'épisode sur la bénédiction donnée aux enfants montrant des foules de ceux-ci et de leurs parents était abordé : cette image d'une foi naïve était en effet très prisée par les luthériens du XVIe siècle et fut souvent traitée dans l'atelier de Lucas Cranach l'Ancien à Wittemberg,.

## Analyse

### Préparation dans des œuvres antérieures et datation

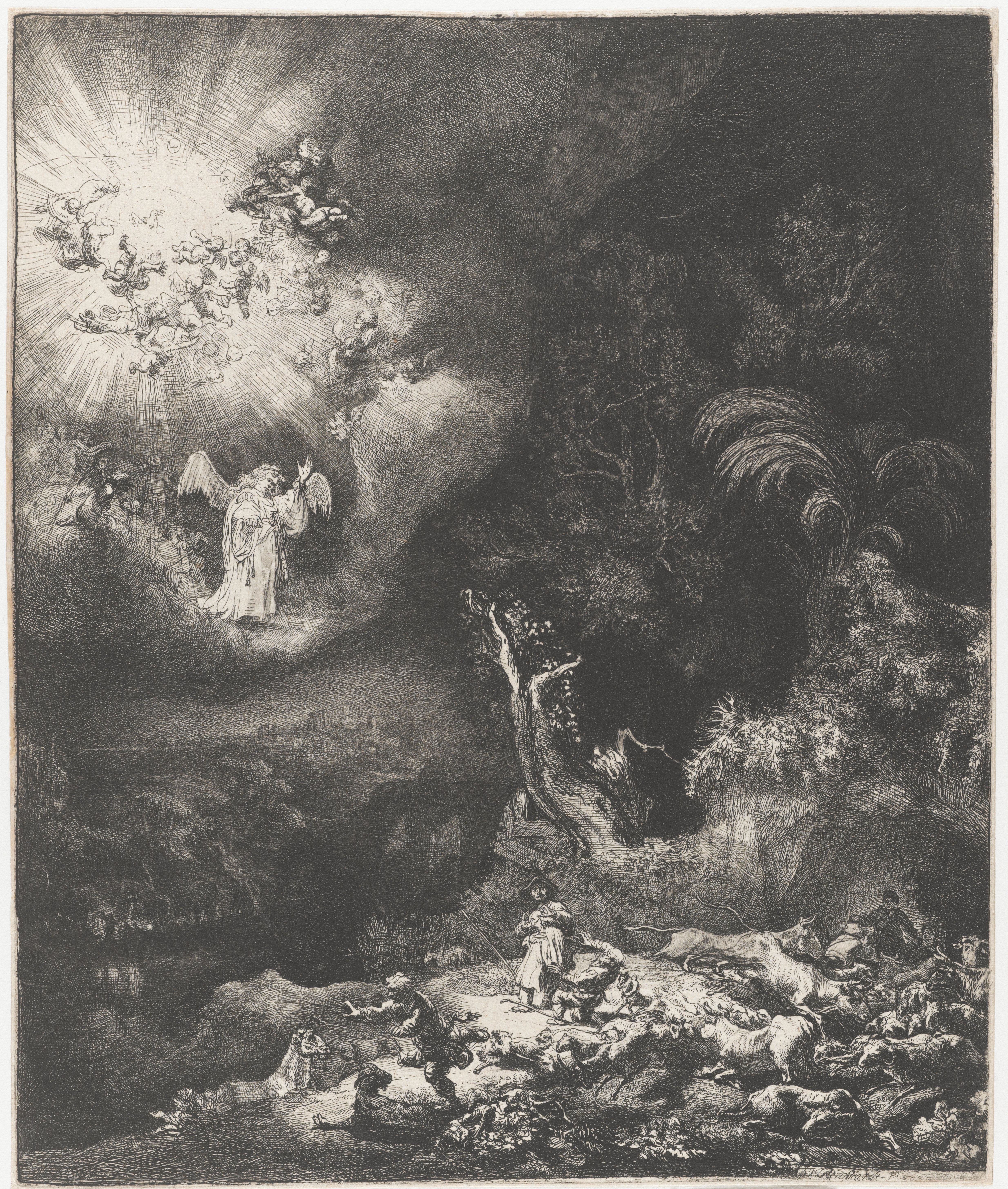
L'Annonciation aux bergers, 1634.

Avant de commencer à travailler sur La Pièce aux cent florins, Rembrandt avait déjà œuvré sur plusieurs autres gravures, aussi bien pour la recherche thématique que technique : ainsi, les effets de tons dans L'Annonciation aux bergers (1634) et Saint Jérôme dans une chambre obscure. En combinant l'eau-forte, la pointe sèche et le burin, il parvient à invoquer une gamme très variée de nuances d'ombres, d'un noir velouté à un gris très clair, ce qui donne un « caractère exceptionnel » à cette estampe.
L'histoire de sa composition est complexe et ne se résume pas à ses états connus. En effet, l'artiste a longtemps travaillé sur des études préliminaires : une figure, un groupe de figures ou même toute une section,,. Cette démarche est inhabituelle chez Rembrandt, en général réservée aux portraits.
L'estampe ne portant ni signature ni datation, la tradition veut, depuis Christopher White, que Rembrandt y a travaillé pendant dix ans (environ de 1639 à 1649). Cependant, des études plus récentes précisent cette datation : Hinterding la situe à environ « 1648-1649 ».

#### Contexte et influences
En 1639, Rembrandt découvre le tableau Baldassare Castiglione de Raphaël, révélation qui se traduit en lui par « une grande commotion esthétique ».
C'est dans les années 1640 que germe ce qui deviendra son style : l'union de la technique, du style et de la poésie. Il abandonne l'exubérance du baroque pour une expression plus classique ; les premiers spécialistes attribuent ce changement vers l'introspection, l'intimité et le retour à un contenu plus religieux — il intensifie les effets lumineux — dans ses scènes bibliques aux drames qu'il a vécus à cette époque (sa femme Saskia meurt en 1642 et il a de graves problèmes financiers), tandis que les auteurs du XXe siècle relativisent cette théorie et se montrent plus pragmatiques. Rembrandt produit d'ailleurs peu entre 1642 et 1648 et la recrudescence de ses problèmes personnels n'intervient qu'en 1650, période d'un regain de productivité.
À quarante ans, c'est la découverte des œuvres de Léonard de Vinci et d'Andrea Mantegna, dont l'influence sur son travail à venir s'avère considérable (La Pièce aux cent florins et Abraham et Isaac, notamment), et malgré ses déboires personnels, il évolue, marqué par des expériences plus humaines et de nouvelles préoccupations esthétiques calées sur « les tendances générales de son temps ».
Ainsi, il entreprend une étude « très approfondie et très intime du paysage », plusieurs années après avoir abordé le thème en peinture. D'une « sincérité captivante », ses paysages bénéficient d'un « trait suggestif, économe » et évoquent avec fraîcheur les détails de l'immensité néerlandaise,. S'il a progressé dans ce genre, c'est qu'il est allé au plus près de ses sujets pour humer la qualité atmosphérique des lieux. D'où le clair-obscur plus doux des œuvres suivantes et des sujets plus heureusement intégrés dans leur environnement. Il s'intéresse aussi aux « sujets libres », avec l'idylle pastorale et à l'érotisme pur, par exemple avec un couple pris dans une attitude très sensuelle. De plus, il délaisse le portrait de commande, exception faite de ses clients bourgeois. Dans ce genre cependant — qu'il s'agisse de ses peintures ou de ses gravures —, son art tend vers le monumental et paraît plus réfléchi, délaissant les effets en trompe-l'œil,.
Comme en peinture, Rembrandt change sa manière d'aborder ses sujets : il ne représente plus le moment le plus pathétique, mais celui « dont la tension dramatique provient de la mise en suspens de l'action », comme dans La Petite Résurrection de Lazare et Abraham et Isaac. Le choix des scènes bibliques se porte sur les scènes les plus lyriques — voir L'ange disparaît devant la famille de Tobit — et il travaille aussi davantage les scènes nocturnes, comme dans Le Maître d'école, Le Repos pendant la fuite en Égypte ou encore Saint Jérôme dans une chambre obscure,.
Sa technique d'aquafortiste s'est « considérablement développée » : il abandonne le traitement minutieux des textures qui lui était si cher — voir Le Persan ou La Liseuse — pour se concentrer sur la structure des objets et les effets lumineux, comme dans Mendiants recevant l'aumône à la porte d'une maison. Il exploite ainsi davantage la pointe sèche, et La Pièce aux cent florins représente « toutes les aspirations, sinon tous les aboutissements d'une décennie entière » de par l'harmonie obtenue par l'exploitation des différentes techniques.

#### La prédication

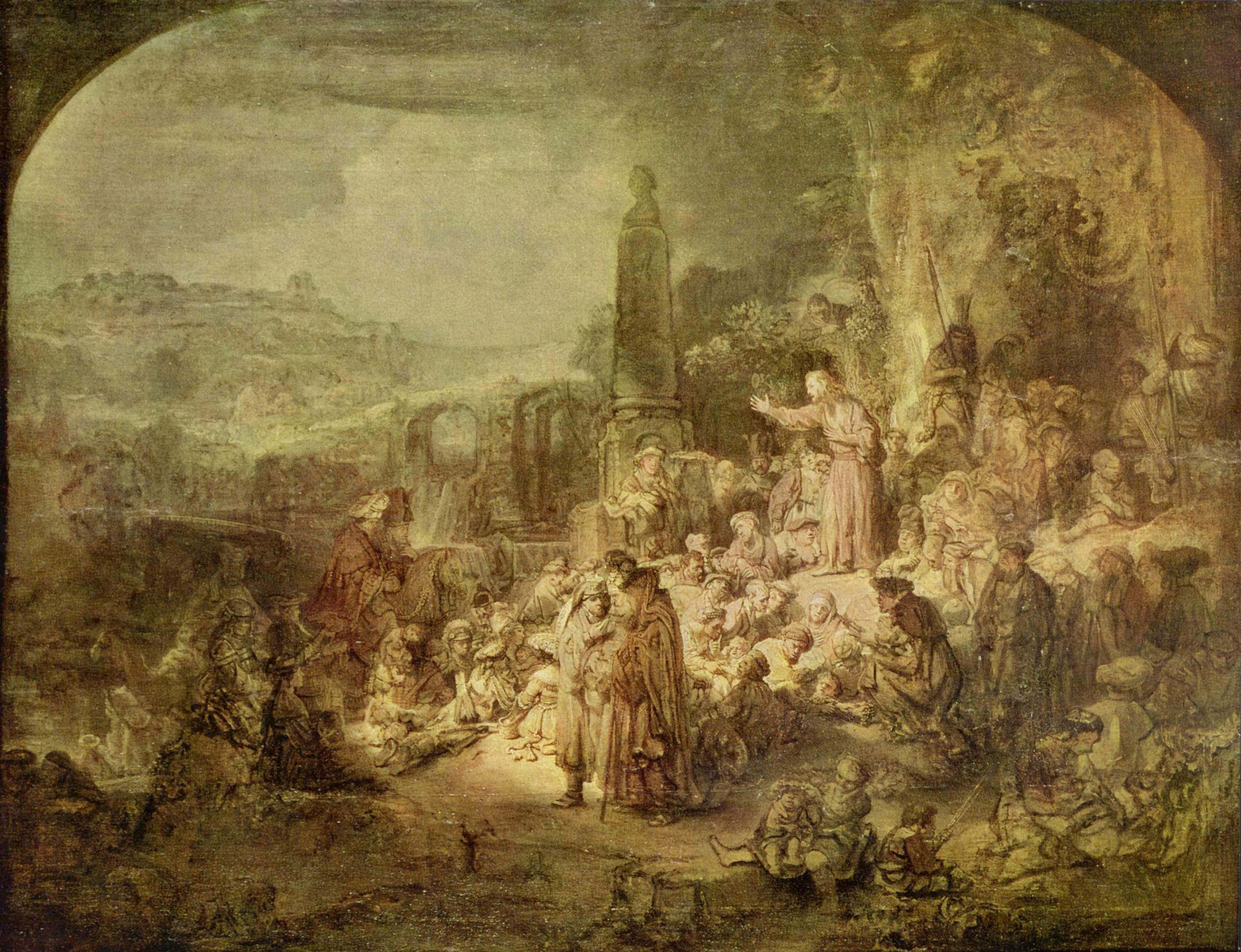
La Prédication de saint Jean-Baptiste (vers 1634-1635), Gemäldegalerie de Berlin.

Il avait dès 1634 réalisé une esquisse à l'huile, La Prédication de saint Jean-Baptiste, très similaire dans le thème et la composition, et qui était sans doute destinée à servir de modèle à une gravure jamais exécutée (ce qui laisse à penser qu'il avait décidé de conserver cette composition pour un projet futur),,.

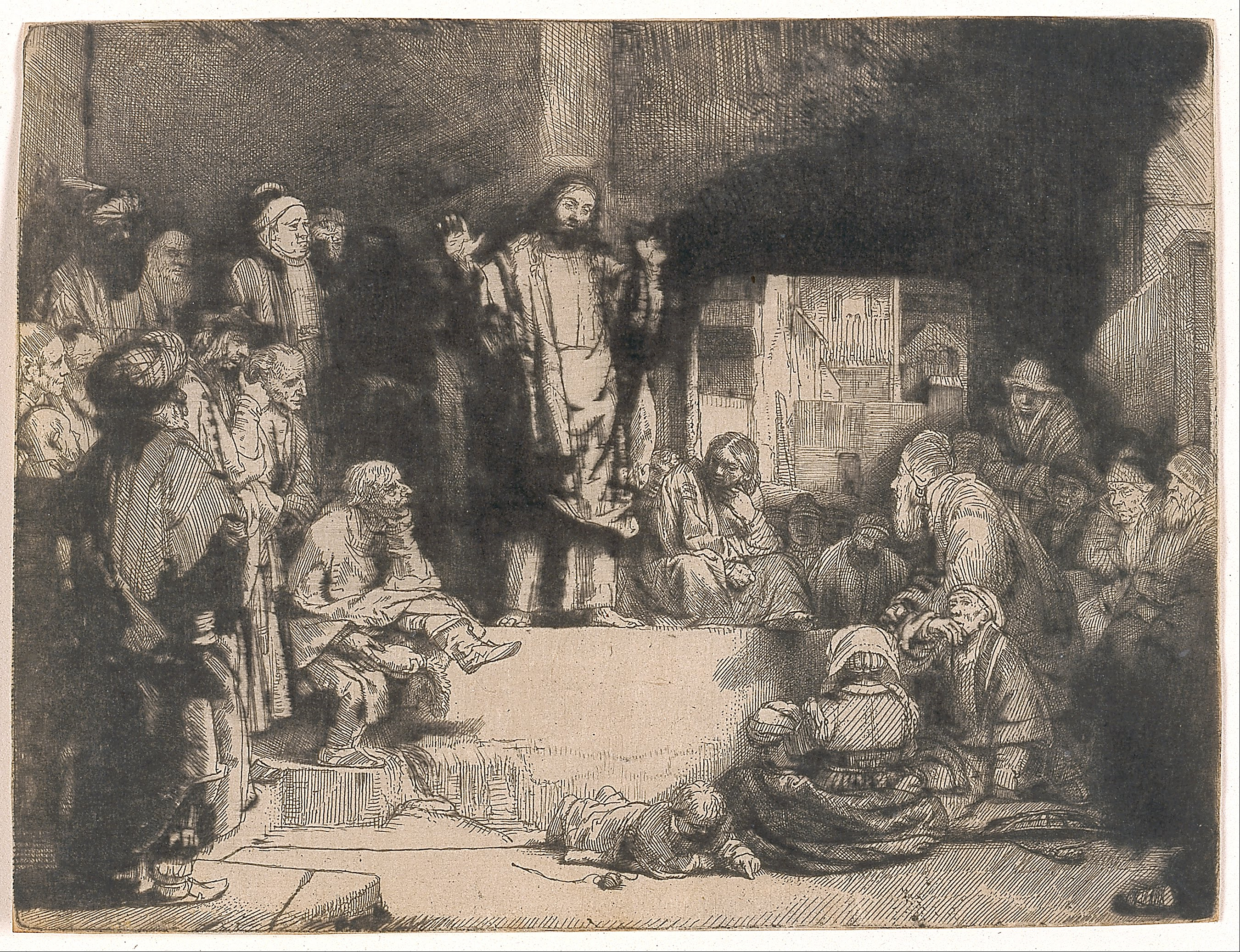
La Prédication du Christ (la Petite Tombe), vers 1652, National Gallery of Art, Washington.

Rembrandt est fasciné par le rôle de prédicateur du Christ et manifeste son engouement au milieu des années 1640 et au début des années 1650 avec des estampes dans lesquelles Jésus accomplit des guérisons miraculeuses ou prononce des sermons. La Pièce aux cent florins et La Prédication du Christ (la Petite Tombe) sont les plus importantes d'entre elles. Dans ces deux eaux-fortes, l'artiste met en scène, comme il l'avait fait pour Le Christ et la femme adultère et dans La Prédication de saint Jean Baptiste, l'opposition dramatique entre un Christ en mission et des opposants hostiles, devant une foule très diversifiée en âge, en sexe, en ethnie et en condition sociale ; cela afin de faire comprendre que la parole du Christ est destinée à toute personne disposée à l'écouter. Enfin, comme dans Les Disciples d'Emmaüs, il invite le spectateur à s'intégrer au groupe et à reconnaître aussi bien la personne que son message.

#### Les personnages

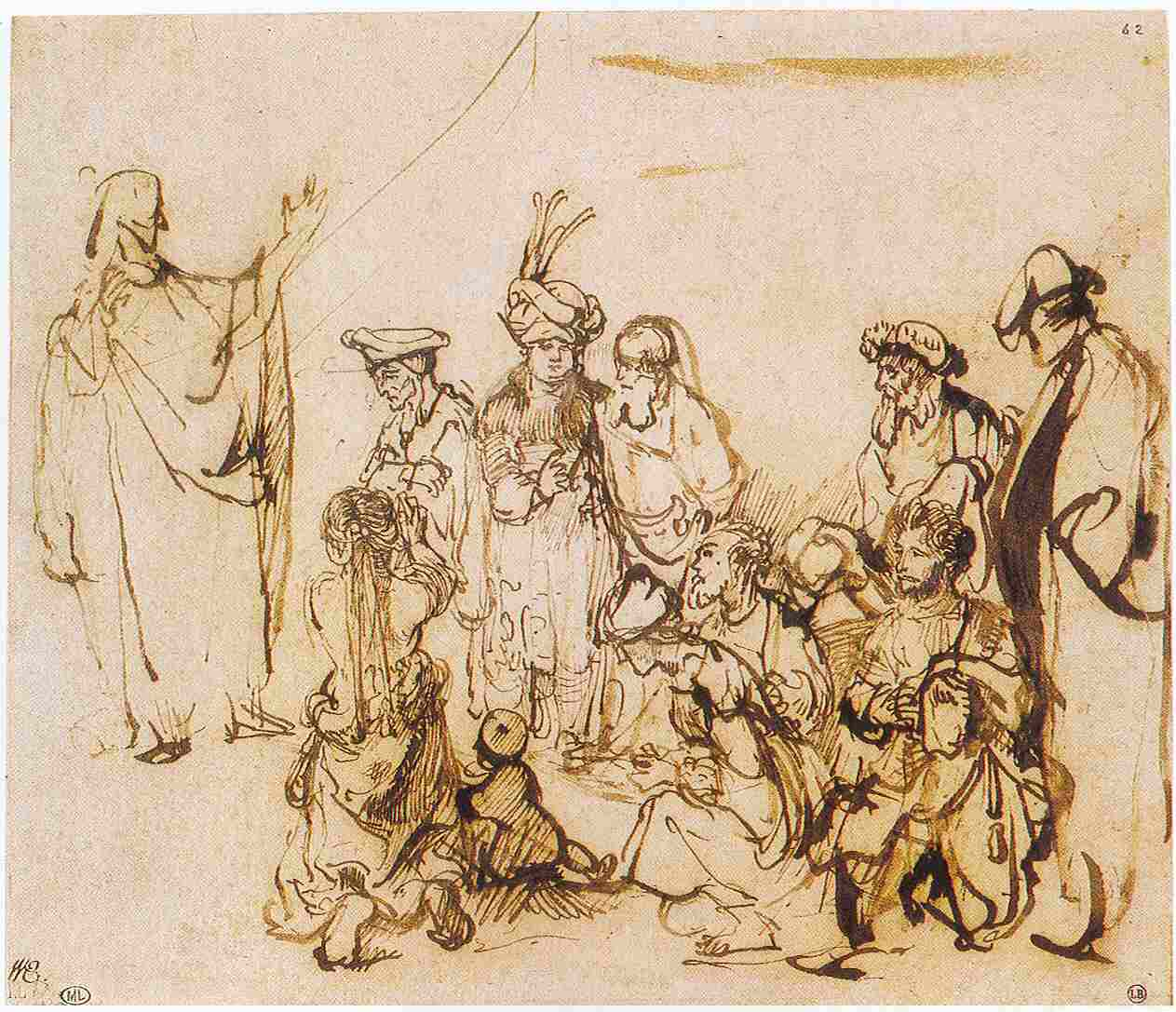
Esquisse préparatoire pour la Pièce aux cent florins (1649, Louvre).

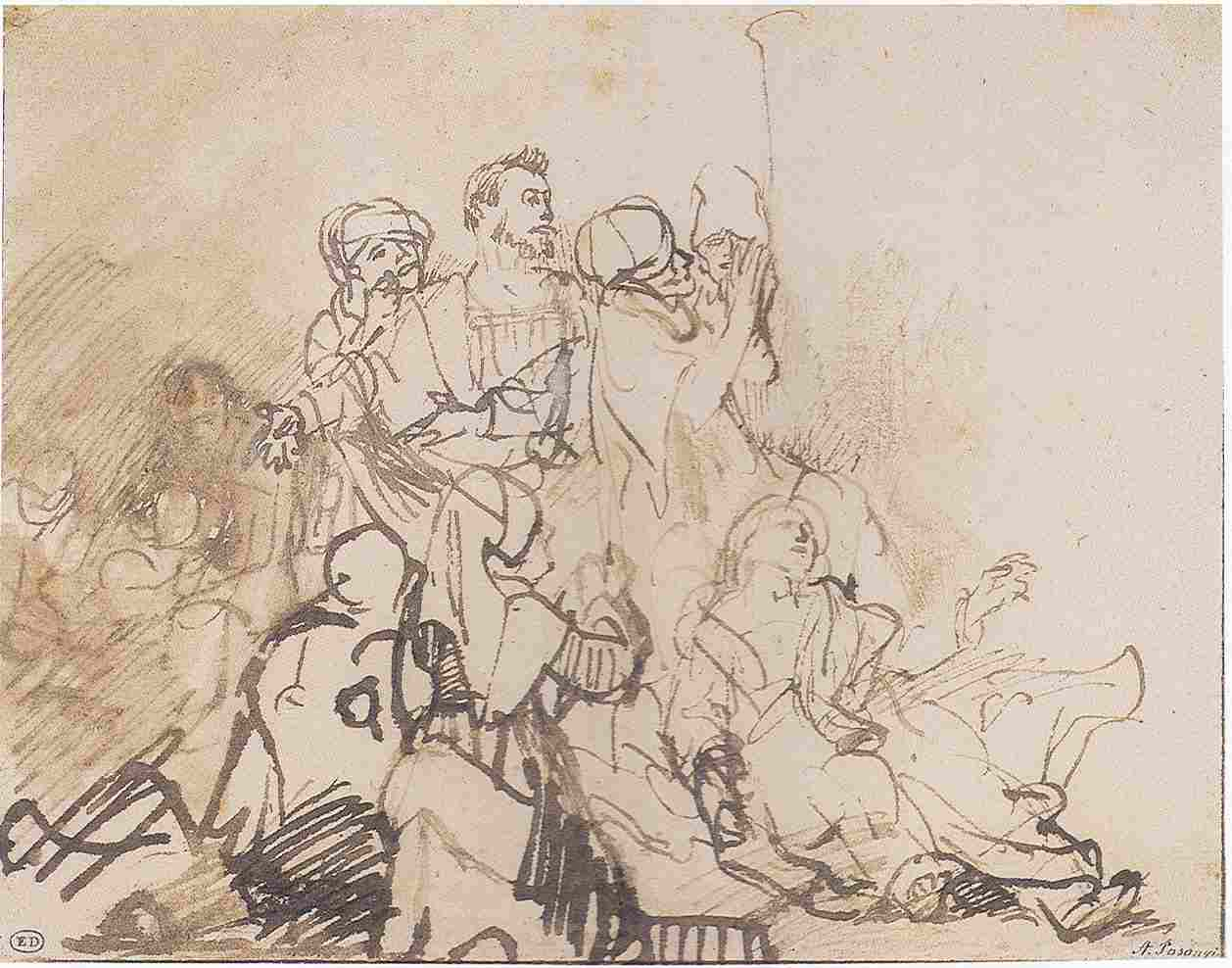
Étude au brou de noix d'un groupe de malades (ca. 1645-1649, Kupferstichkabinett Berlin).

Christopher White s'est attaché à identifier les nombreuses études préparatoires réalisées par Rembrandt pendant la décennie 1639-1649. Deux d'entre elles, en particulier, attirent l'attention  : l'une est conservée au Louvre et représente — encore que la composition n'en soit pas encore achevée — un groupe de personnages non identifiés, assemblés de façon quelque peu hasardeuse sous une lumière latérale ; l'autre, conservée à Berlin, traite déjà du groupe des malheureux. Rembrandt avait déjà essayé d'articuler sa composition autour d'une figure centrale, présente sur deux autres études sous les traits d'une femme : portée jusqu'aux pieds du Christ sur une paillasse, elle est dépeinte avec un pathos encore plus prononcé que sur la gravure, le regard vitreux et les mains impuissantes, dans l'attente d'un geste de son Seigneur. Cette longue série d'études recèle les différents sujets de composition qui évoluent dans l'esprit de l'artiste jusqu'à en faire un tout harmonieux, qu'il met plusieurs années à réaliser sur sa plaque. Au-delà des sujets, cependant, c'est la diversité des styles et des techniques qui transpire dans chacune des parties de la composition : le traitement linéaire des pharisiens rappelle celui déjà utilisé pour les apôtres dans La Mort de la Vierge (1639), tandis que leur disposition fait référence à La Cène de Léonard de Vinci. La partie droite de la plaque présente une richesse de noirs et une profondeur de tons inédite chez Rembrandt jusqu'au Portrait de Jan Six en 1647 : il s'agit donc d'une partie traitée de façon tardive, de même que la mère portant son enfant dans les bras et ce tracé anguleux à la pointe sèche qui n'apparaît dans l'œuvre du maître qu'à la fin des années 1640. Melzer identifie elle aussi des œuvres des années 1640 dans lesquelles Rembrandt fait déjà des recherches pour les personnages de gauche, moins travaillés ; et pour les personnages de droite, dont « les ombres modelées par des lignes fines et brèves [...] sont caractéristiques des œuvres de la deuxième moitié des années 1640 », faisant en particulier référence aux Mendiants à la porte d'une maison (1648),.
À droite, des êtres pauvres et pitoyables — malades, frêles, âgés, estropiés — implorent Jésus de les guérir. L'esquisse préparatoire de Rembrandt pour ces figures (La Prédication du Christ) montre les efforts qu'il a déployés afin d'exprimer la profondeur de leurs souffrances.
Dans L'Homme aveugle conduit par une vieille femme (vers 1647, musée du Louvre), qui appartient au groupe d'études préparatoires pour La Pièce aux cent florins selon J. Rosenberg en 1935, il travaille déjà sur la meilleure place et l'attitude la plus adéquate de chacune des figures présentes dans ses compositions complexes, et en particulier la figure du vieillard aveugle s'appuyant sur une canne, à droite.
Jésus prêchant est une autre esquisse très proche de La Pièce aux cent florins pour sa composition et le traitement des figures — le groupement des figures est peu développé dans l'espace et il y a un fort contraste entre les parties scrupuleusement finies ; bien qu'il ne soit pas certain que ce dessin soit bien préparatoire à cette gravure —  ce pourrait être le travail d'un élève non identifié —, Royalton-Kisch, Schatborn, Tuyll van Serooskerken et Grollemund s'accordent sur la première hypothèse. Le nombre important de ces esquisses — cinq identifiées, dont deux études d'ensemble — montre que Rembrandt a beaucoup travaillé à la composition de la gravure.
Plus tard, en 1644, se retrouve cette même recherche dans Le Christ et la femme adultère,, avant la série des eaux-fortes de 1645.

#### Recherche technique
Une « grande plasticité » se dégage de cette œuvre, grâce aux différents tracés et techniques employés : « Rembrandt a utilisé simultanément tout le répertoire de ses moyens stylistiques ».
Pour cela, il avait travaillé sur plusieurs autres gravures afin de chercher une solution à deux problèmes que La Pièce aux cent florins lui posait, à savoir le noir profond et la pénétration de la lumière dans une salle. Il est notamment possible de le constater dans le Portrait posthume de Jan Cornelius Sylvius, où le prédicateur, semblant s'adresser à un auditoire invisible, se penche hors du cadre et a le visage illuminé alors que le reste de son corps perd de la consistance dans l'obscurité de l'arrière-plan ; dans le Portrait d'Ephraïm Bueno, la lumière extérieure éclaire ses vêtements noirs grâce au reflet sur le sol carrelé ; dans le Portrait de Jan Six, le visage est très éclairé tandis que le cabinet de travail est plongé dans l'obscurité ; enfin, dans un autoportrait où il se représente en train de dessiner près de la fenêtre de son atelier, la lumière qui pénètre ignore tout le reste de la pièce. Ainsi, les parties les plus sombres de La Pièce aux cent florins sont éclairées par un rayonnement très léger, le même que dans le cabinet de Jan Six et le fin clair-obscur est identique à celui de son autoportrait.
Rembrandt a utilisé la même touche légère des eaux-fortes de 1645 — Le Repos en Égypte, Saint Pierre, Le Philosophe en méditation — dans la scène où les pharisiens se moquent des paroles du Christ. Il recherche d'autre part la même subtilité que dans la Mendiante (1646), fruit d'un travail minutieux, qui détache très nettement les apôtres et le jeune riche entourant le Christ du fond, à peine travaillé.
Le grand format choisi pour cette gravure (281 × 394 mm) peut, considérant le travail requis et la « discipline sévère », expliquer le temps que Rembrandt a mis pour l'exécuter. D'autre part — ou par voie de conséquence —, « il laissait aller librement son esprit » et s'éparpillait d'une œuvre à l'autre, au point que certaines peuvent paraître très contradictoires, allant de l'humour à la fantaisie en passant par la sensualité (voir Saint Jérôme écrivant et Le Lit à la française).
Des comparaisons stylistiques et techniques ont permis d'étudier la datation de La Pièce aux cent florins, restée sans date ni signature, notamment avec « les ombres modelées par des tailles fines et brèves des personnages de droite [qui] sont caractéristiques des œuvres de la deuxième moitié des années 1640. » Rembrandt y aurait travaillé de nombreuses années et bien que les dates soient controversées, le consensus s'établit autour de 1647-1649 pour son achèvement,.

« C'est la première œuvre majeure dans laquelle la lumière et l'ombre atteignent à une telle puissance d'expression et où la vie intérieure s'exprime si fortement à travers une nouvelle maîtrise technique. À cet égard, La Pièce aux cent florins, datée arbitrairement de 1649, ouvre le chemin aux œuvres de la dernière période de Rembrandt graveur. Mais c'est aussi une œuvre charnière représentant la quintessence du travail d'une décennie entière, reflétant toutes les aspirations, tous les accomplissements de l'artiste. »

— Catalogue de l'exposition au musée du Petit Palais, 1896.

### Analyse technique

#### Composition
- 1 : Pharisiens
- 2 : Mères voulant faire bénir leurs enfants
- 3 : Cortège des miséreux

- 1 : Diagonale des pharisiens descendant vers Jésus
- 2 : Diagonale des miséreux descendant vers Jésus
- 3 : Mouvement circulaire des différentes figures situées devant Jésus

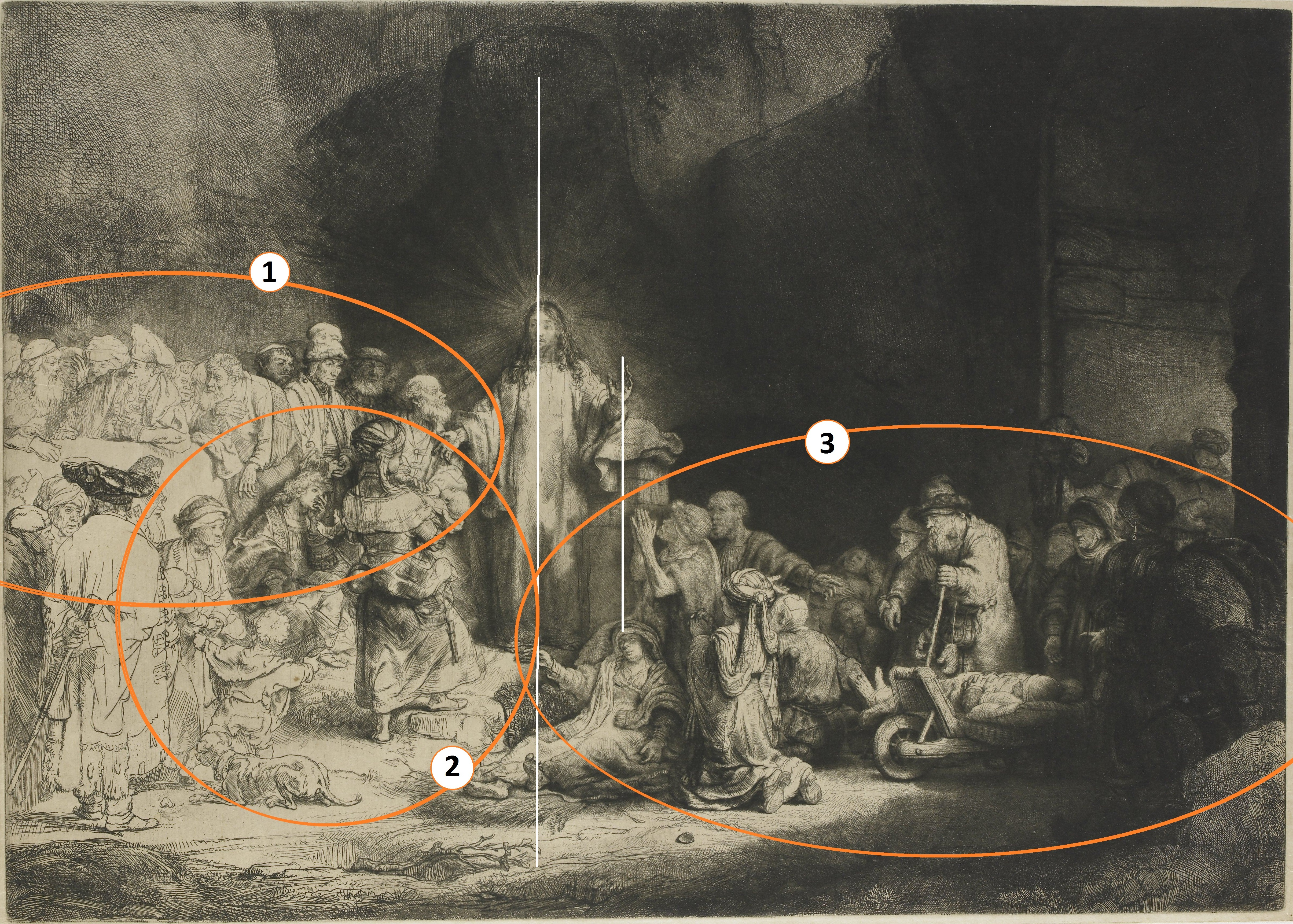
Étude de composition.
Le Christ est l'axe de la composition ; sa verticalité est accentuée par le pilastre. Groupes de personnages :

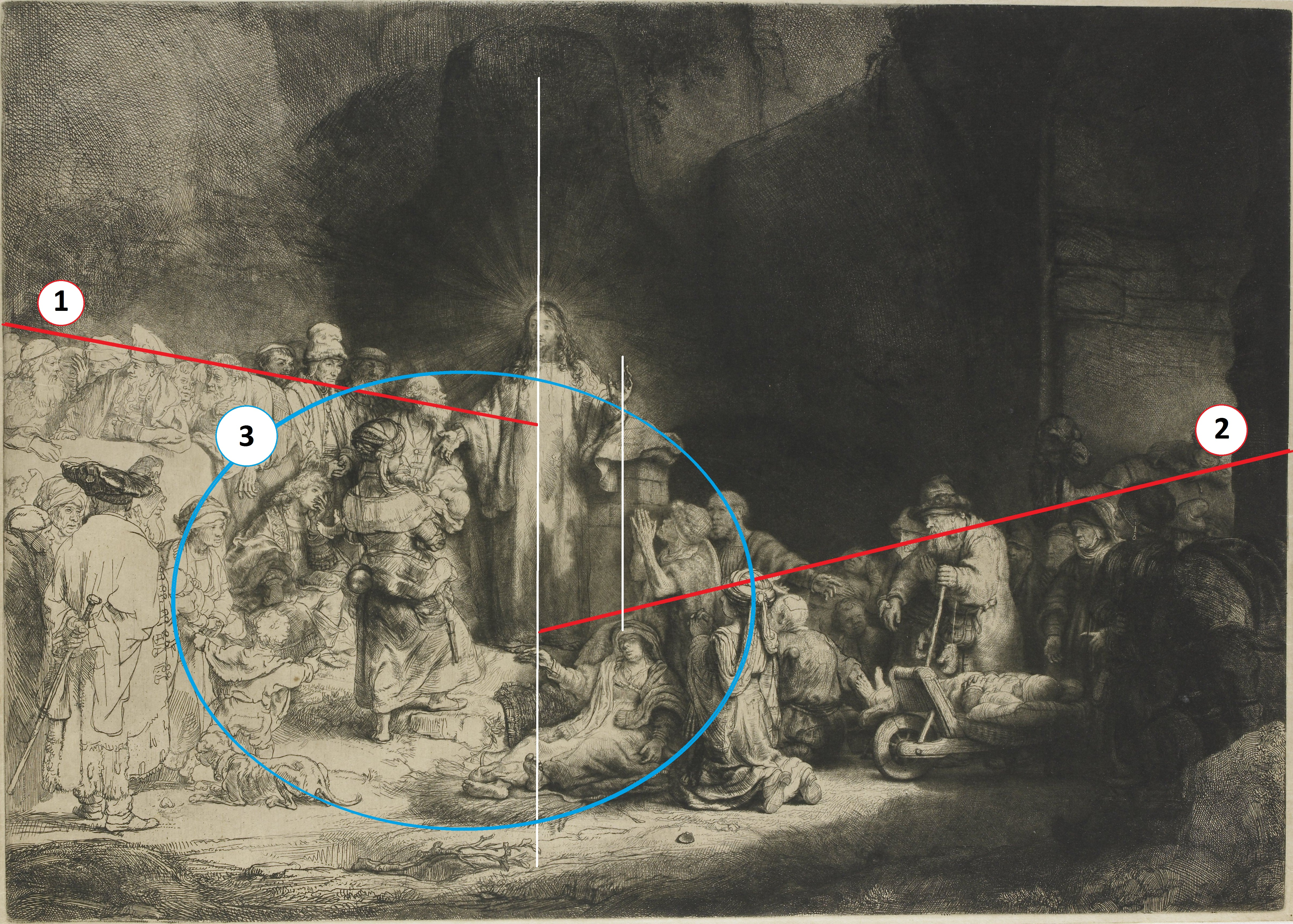
Étude de composition.
Le Christ reste solidement fixé au centre de la composition. Dynamique des autres figures :

Le Christ est l'axe de la composition, bien que légèrement décentré. La verticalité de Jésus est accentuée par le pilastre, situé au centre ; il rayonne de sérénité, avec son auréole qui resplendit de ses fins rayons, qui se détachent du fond sombre. La composition a peu de profondeur, avec un mur structuré mais flou comme seul arrière-plan. Le fond de muraille est traité avec un jeu d'ombre et de lumière très subtil, duquel se détache le Christ, représenté sans contours précis, ce qui lui confère un aspect immatériel ; une ombre impressionnante s'élève derrière lui, rappelant une sorte de baldaquin à la manière des trônes royaux. Vers lui convergent les trois groupes de personnages décrits supra : à gauche les pharisiens ; devant lui les mères voulant faire bénir leurs enfants ; à droite le cortège des miséreux. Regrouper en une seule scène tous les épisodes du 19e chapitre représentait le risque que l'attention du spectateur se disperse et que la composition s'éparpille. Pourtant, « son ancre, sa clé de voûte » est le Christ qui se tient debout au centre, « tel un chef d'orchestre ne dirigeant pas moins de deux orchestres à la fois » : quoique sa figure soit légèrement décentrée sur la gauche, elle constitue le point focal de toute la disposition scénique. En effet, deux diagonales convergent vers lui : l'une est formée par l'alignement des pharisiens, et l'autre par le mouvement des malheureux. D'autre part, un mouvement circulaire s'inscrit dans ce schéma, ponctué par la femme agenouillée à droite, la femme grabataire, le chien, l'enfant qui court et le jeune riche.
Les différents plans d'ombre, de pénombre et de clarté donnent un rythme à cet espace intemporel et abstrait : il n'y a en effet aucun élément architectural qui permette d'identifier le lieu ou l'époque, bien que le long cortège émergeant de la droite, à partir d'une ouverture monumentale arquée, rappelle une ville antique et semble évoquer la proximité d'une métropole. Le fond donne l'impression d'avoir été longtemps travaillé et à plusieurs reprises, en particulier aux endroits les plus sombres ; l'artiste s'est efforcé de le rendre mystérieux, évocateur, avec de profondes poches d'ombre. Les styles diffèrent entre les personnages, certains ayant peut-être été ajoutés plus tard, comme la femme avec l'enfant, une fois revue la composition générale de l'ensemble. Au contraire, la manière dont sont groupés les pharisiens et le dessin des malades indiquent qu'ils ont été réalisés avant. La composition originale était vraisemblablement composée uniquement de la bénédiction des enfants et de la guérison des malades. Rembrandt l'a donc fait évoluer à plusieurs reprises et sur plusieurs années. Il ajoute des personnages au fur et à mesure, comme le jeune riche, la conversation avec saint Pierre et enfin le côté droit et le chameau. Parmi les autres modifications survenues au cours des années, se compte l'ombrage de l'âne, en bas à droite : d'abord bien courbe, suivant la forme de l'animal, il est par la suite plus droit, selon une diagonale de gauche à droite. La « virtuosité » de Rembrandt dans l'exécution des ombres riches et profondes et les rehauts de lumière — en particulier pour l'auréole du Christ — permet de distinguer les types de caractères et leur signification.
La lumière, fruit de ses recherches préalables, vient avec force de la gauche et traverse la scène : cette partie est illuminée, tandis que plus le regard se porte sur la droite, plus la lumière se fait discrète, éclairant par fines touches quelques-uns des personnages et en frôlant d'autres, par exemple l'ombre de la femme priant sur la tunique du Christ,. Le blanc aveuglant où se disputent les docteurs est en opposition avec la pénombre consolante où les malheureux s'adressent au Christ : Rembrandt en fait le symbole de la raison qui se mesure avec l'amour insondable du Christ, que la raison ne peut jamais atteindre. Les pharisiens sont réduits à de simples silhouettes alors que les apôtres qui cherchent réellement à discuter sont parfaitement modelés. Ainsi, Waterloos commente, au bas de la gravure : « Les docteurs tournent en dérision la Foi des Saints, mais la Divinité du Christ s'affirme rayonnante ». Cela remet La Pièce de cent florins plus dans l'esprit de l'époque, en opposition, par exemple, avec Le Christ porté au tombeau : s'y distinguent des disciples porter le corps du Christ au tombeau comme l'on porterait celui d'un roi, et leurs visages sont soumis dans une profonde tristesse. Le drame y est intérieur et n'éclate jamais : ainsi, Rembrandt s'éloigne fortement du baroque, alors qu'avec La Pièce aux cent florins, les expressions sont ostensibles et ouvertement dramatiques.
La lumière qui entre à droite par la porte ainsi que la diversité des personnages donnent l'impression que les personnages de cette partie de la composition ne sont que la tête d'un cortège beaucoup plus grand, ce qui prolonge la scène dans cet espace imaginaire.
La composition semble répondre au mouvement naturel du regard de la gauche vers la droite, pourtant l'orientation des personnages qui entrent par la porte et se dirigent vers l'intérieur et la diversité de leurs attitudes créent un mouvement de sens opposé. La composition semble ainsi doublée par un contrepoint qui l'assouplit. La composition est donc à la fois « simple et aisée à saisir » d'un point de vue narratif, et est pourtant compliquée et raffinée d'un point de vue iconographique, avec des figures qui ont chacune une signification propre, de même que les groupes dans lesquels ils apparaissent. Selon Barbara Welzel, « en rassemblant plusieurs épisodes de la Bible, Rembrandt caractérise le Christ dans ses nombreuses actions et fonctions ».
La composition en elle-même est unique jusqu'à son époque, à plusieurs titres : techniquement, la combinaison de l'eau-forte, de la pointe sèche et du burin ; thématiquement, pour la représentation de ce chapitre en particulier et surtout de plusieurs sujets de moments différents d'un chapitre de l'Évangile dans une seule composition. Clifford Ackley veut pour sa part rapprocher dans Rembrandt's Journey cette estampe à plusieurs œuvres d'Albrecht Dürer — Saint Jérôme dans son étude, Le Chevalier, la Mort et le Diable et Melencolia I —, à la série La Vie de la Vierge d'Hendrik Goltzius et même à La Minotauromachie de Pablo Picasso, pour sa grande taille et sa grande qualité technique.

#### La tête du Christ
Selon Seymour Slive, Rembrandt a pris comme modèle une peinture antérieure pour exécuter la tête du Christ : la Tête du Christ de Cambridge (et non pas la Tête du Christ de la Haye). Lloyd DeWitt, Blaise Ducos et George S. Keyes, cependant, réfutent cette hypothèse en ce fondant sur l'analyse dendrochronologique ainsi que l'inclinaison de la tête et le regard intime du Christ qui sont plus proches de la gravure dans la toile du musée Bredius que dans celle de Cambridge. Barbara Welzel exclut elle aussi cette théorie, expliquant que Rembrandt n'avait pas pour habitude de préparer une composition d'estampe constituée de plusieurs personnages par une esquisse à l'huile.
D'autre part, les têtes de Christ peintes sont pour la plupart postérieures à La Pièce aux cent florins (vers 1655-1656). Les études sont donc plutôt des estampes des années 1640.

#### Considérations techniques
Dans l'inventaire qui est fait de son atelier en 1656, plusieurs notes stipulent que Rembrandt travaillait na't leeven (« d'après nature »). Sur un exemplaire de la Pièce aux cent florins, le poète amstellodamois Herman Frederik Waterloos inscrit que l'artiste avait travaillé d'après nature pour réaliser la figure du Christ. Bien que le terme soit équivoque étant donné que cette expression ne s'utilise par définition que pour les portraits représentant la personne servant de modèle, et qu'il ne faille donc pas remettre en question ce terme pour cela, Schwartz conteste cette possibilité : si Waterloos semble bien avoir été au courant des pratiques de Rembrandt, rien ne prouve qu'ils se soient connus et que ce témoignage soit fiable. D'ailleurs, Bevers, Schatborn et Welzer affirment que « les croquis ont été exécutés en même temps que s'élaborait la gravure ».
La Pièce aux cent florins est techniquement l'une des estampes les plus compliquées de Rembrandt, qui combine pour arriver à ses fins trois instruments et techniques : l'eau-forte, la pointe sèche et le burin, et use de plusieurs états pour affiner sa recherche de perfection (dès le premier état, il s'agit d'une œuvre finie). L'artiste exploite toutes les options techniques de sa pointe sèche pour s'exprimer, avec par exemple des traits incisifs, presque caricaturaux pour les docteurs de la Loi, et des « ombres transparentes et mouvantes animées de vibrations lumineuses ». Welzel estime que de par son grand format et sa composition similaire à celle d'un tableau, « la gravure offre un spectre inhabituellement large de possibilités graphiques et picturales ». Il avait déjà expérimenté les effets de tons dans L'Ange apparaissant aux bergers (1634) ou Saint Jérôme dans une chambre sombre (1642), mais en combinant l'eau-forte, la pointe sèche et le burin, il réussit ici à trouver un très large éventail de nuances de gris. Dans Rembrandt : Eaux fortes, catalogue d'exposition du Petit Palais, l'harmonie de l'utilisation des différentes techniques est évoquée en ces mots :

« Dans la Pièce aux cent florins, ils accordent leurs effets comme les instruments d'un orchestre symphonique, en donnant l'unité harmonique à une œuvre-mosaïque en qui confluent toutes les aspirations, sinon tous les aboutissements d'une décennie entière. »

Le choix de la plaque de cuivre est évocateur du travail que Rembrandt se préparait à entreprendre : les proportions des gravures précédentes étaient plus conventionnelles, mais ici, il choisit un support d'une taille beaucoup plus grande qu'à l'accoutumée. Cette extension dans la largeur est accentuée par la disposition de ses personnages en oblique de la gauche vers la droite, par les fortes zones d'ombre et par l'ouverture de la porte, qui, comme expliqué auparavant, attire le regard vers l'extérieur et semble prolonger la composition.
Les différents états ne montrent aucune évolution dans la composition, et les différentes corrections sont soit des détails, soit la volonté de « gagner en cohésion optique grâce à des hachures plus denses ». Il a cependant beaucoup remanié le visage.

## Devenir de la plaque originale

### Rareté de l'estampe originale

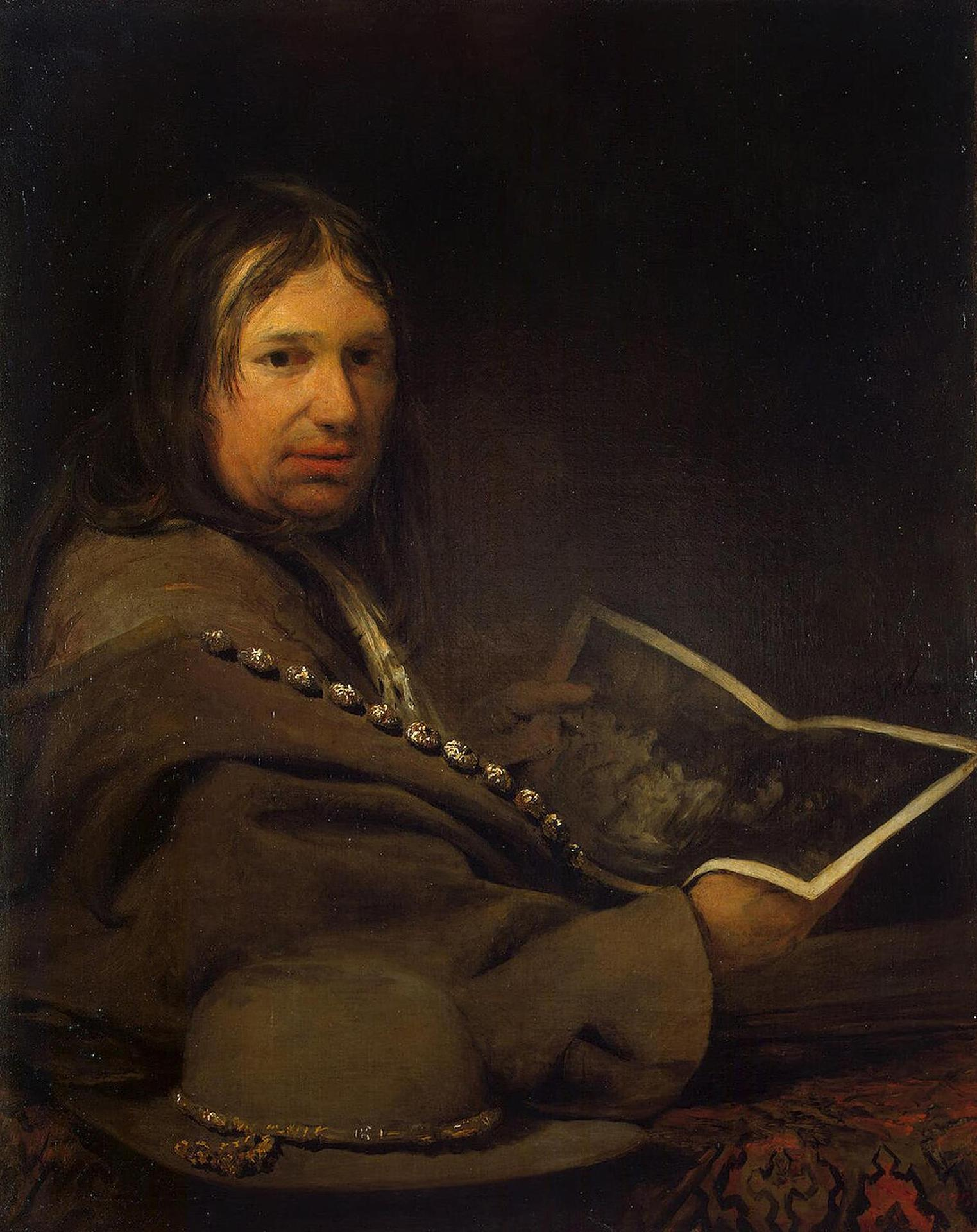
Aert de Gelder, Portrait d'un collectionneur ; autoportrait présentant La Pièce aux cent florins (après 1685, Musée de l'Ermitage).

Welzel met en avant le caractère « extraordinairement rare » de l'estampe, en citant les commentaires présents dans l'inventaire de Burgy — « extrêmement rare » —, par Gersaint — « très rare » — et sur le tirage d'Amsterdam — « Il s'agit là d'un des tout premiers tirages et donc d'une pièce très rare ». Selon Gisèle Lambert et Elena Santiago Páez :

« Il est certain que dès le XVIIe siècle l'estampe fut considérée comme l'un des plus grands chefs-d'œuvre de Rembrandt, toujours qualifiée d'extrêmement rare dans les belles épreuves, et sa célébrité ne cessa de croître. Peu d'épreuves de qualité sont conservées »

— Lambert, Santiago Páez, 2005.
Baillie ajoute en 1775 au titre : « La feuille de cent florins, gravée par Rembrandt environ un an après que quelques tirages furent imprimés, fut mise de côté et considérée comme perdue ».
Welzel s'en remet au commentaire au dos de l'estampe d'Amsterdam, et évoque la possibilité qu'il ne s'agisse pas d'une œuvre commerciale, mais d'un cadeau à son ami Zoomer. Elle renforce cette hypothèse en remarquant que l'estampe n'est pas signée, ce qui est rare pour Rembrandt, et en se basant sur le Portrait d'un collectionneur par Aert de Gelder, un autoportrait où l'artiste présente La Pièce aux cent florins.

### Les versions de William Baillie

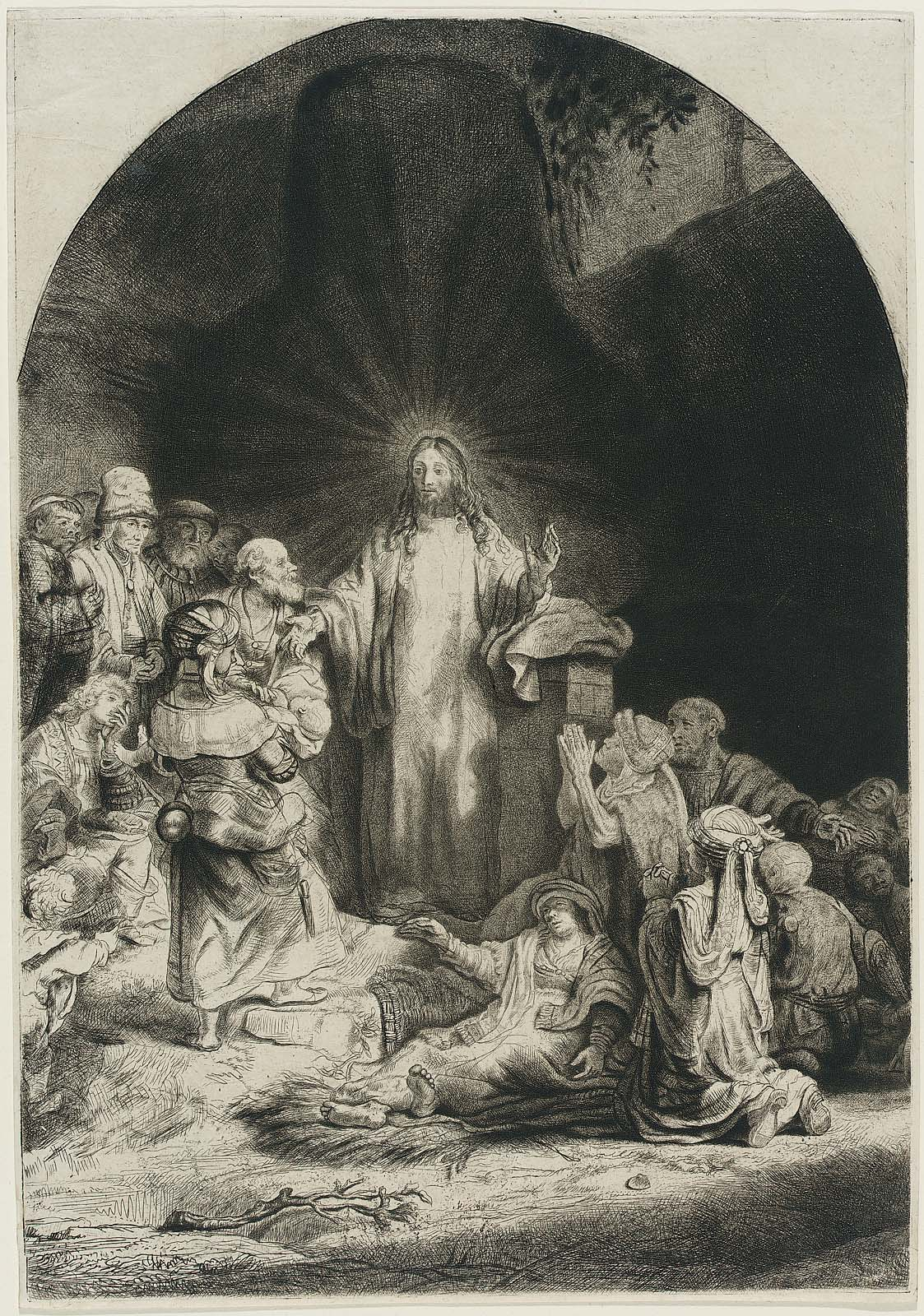
L'une des quatre parties de La Pièce aux cent florins retravaillées par William Baillie. Musée des beaux-arts de Boston.

En 1775, le capitaine William Baillie, officier de l'Armée de terre britannique et imprimeur irlandais, achète la plaque originale de La Pièce aux cent florins, déjà assez usée par les impressions successives, au peintre et graveur américain John Greenwood, et en imprime une centaine d'épreuves qu'il a largement retravaillées directement sur l'original de cuivre.
Lui-même graveur, Baillie essaie de la restaurer, mais ses efforts sont considérés comme « brutes et insensibles, manquant de toute la subtilité du travail de Rembrandt. » Pourtant, Hugues-Adrien Joly, gardien du Cabinet des estampes de la Bibliothèque du Roy au XVIIIe siècle, défend son initiative : « [Baillie] a ressuscité la fameuse pièce connue sous le nom de pièce de 100 florins, la planche étant usée, un amateur ignorant eut la témérité de vouloir la faire revivre et en fit une abomination ; ce fut dans cet état que le capitaine Baillie sauva cette planche des mains du chaudronnier qui allait l'anéantir ; il la retoucha ».
Il fait cent tirages de ces épreuves qui comportent de nombreuses modifications, par exemple le visage du Christ qui apparaît plus large et avec le nez courbé, sur plusieurs types de papier différents, ordinaire, de Chine, imitation de papier japon, de soie, etc. avant de couper la plaque en quatre morceaux pour en faire des épreuves séparées : l'une, en portrait, représente le Christ entier au centre ; une autre, des personnages de la foule des pharisiens (complètement à gauche, dans la gravure originale) ; une troisième, un personnage anonyme de dos (en bas à gauche, dans la gravure originale) ; enfin la dernière, l'entrée dans la pièce des pauvres et du chameau (complètement à droite, dans la gravure originale). Baillie les retravaille à nouveau plus tard, individuellement. Il a notamment ajouté le cadre d'une arche au fragment contenant le Christ,. Ces épreuves sont publiées par John Boydell.
Ces quatre morceaux seront donc sensiblement différentes. Pour les voir, se référer à l'image en très basse résolution présentée sur le site de la Bibliothèque nationale de France (BnF) :

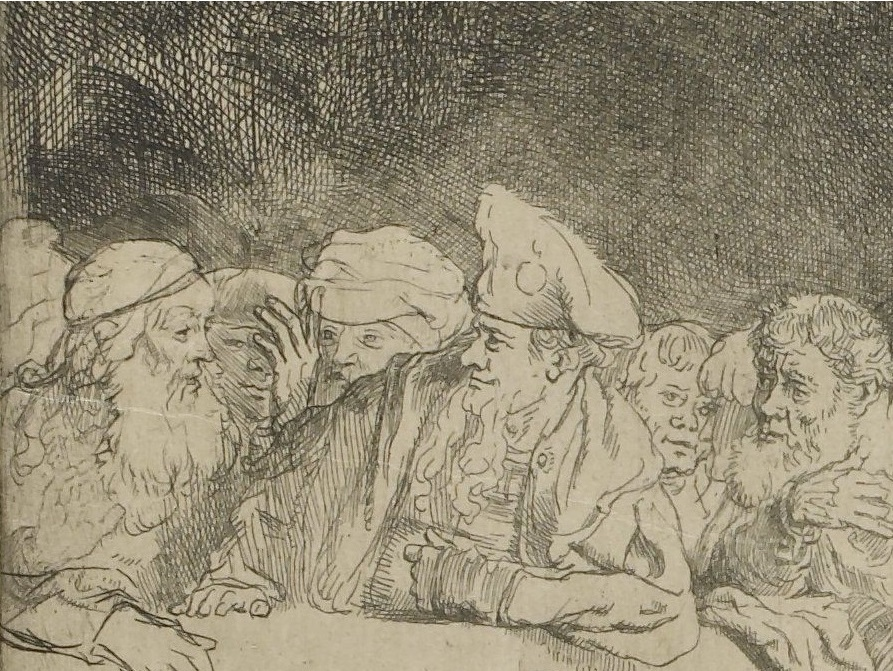
Partie de la foule des pharisiens
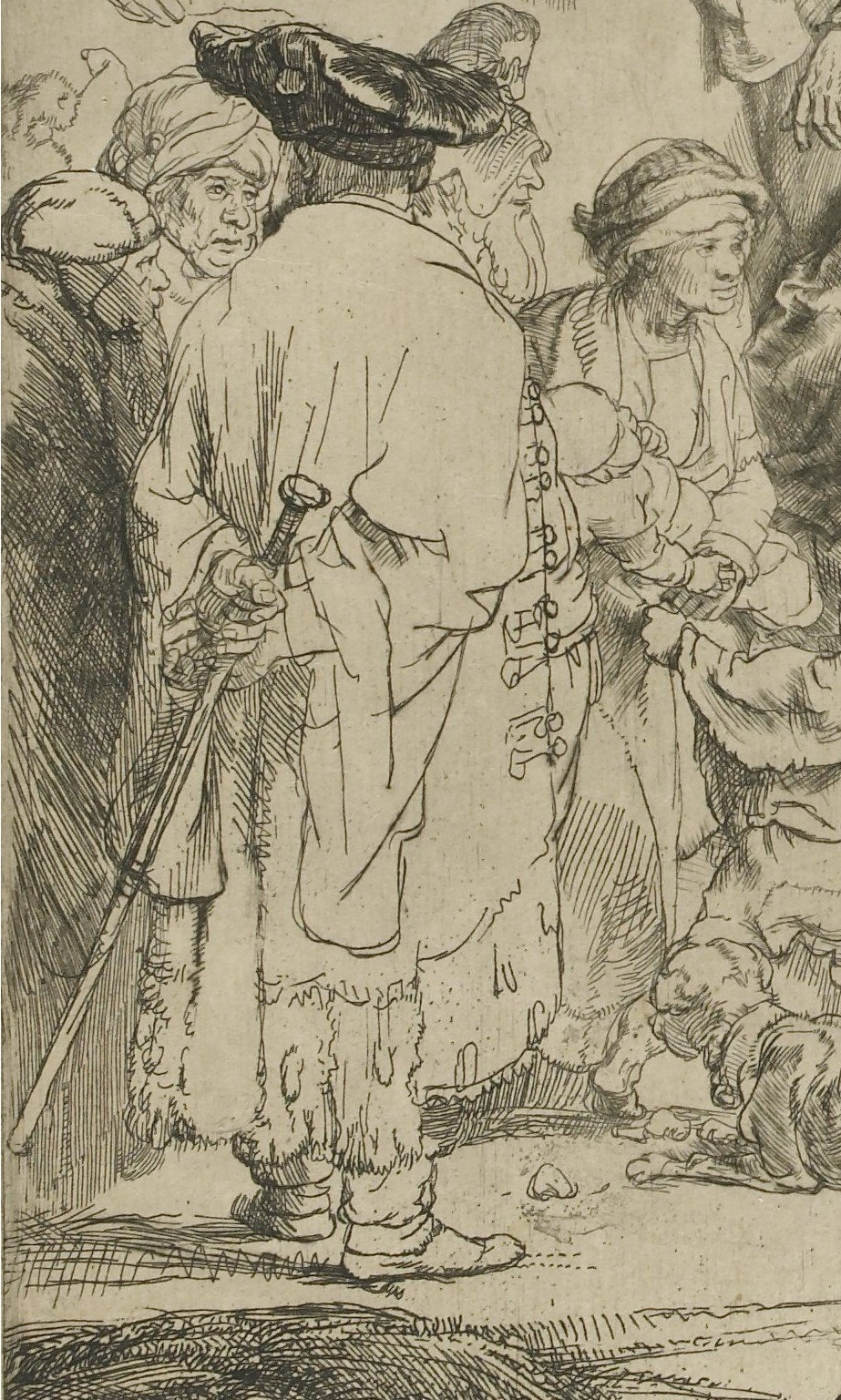
Personnage anonyme de dos
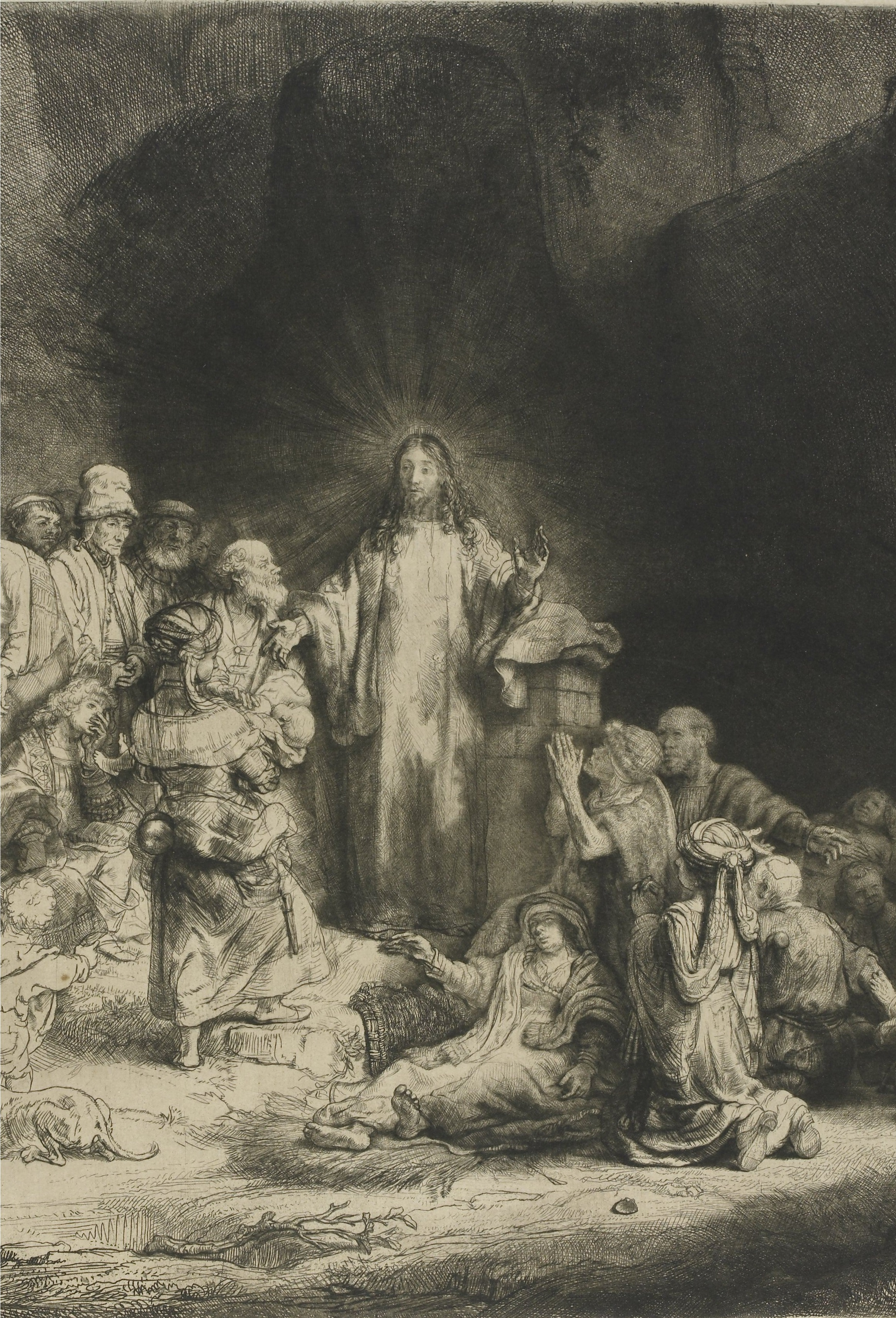
Christ en pied au centre
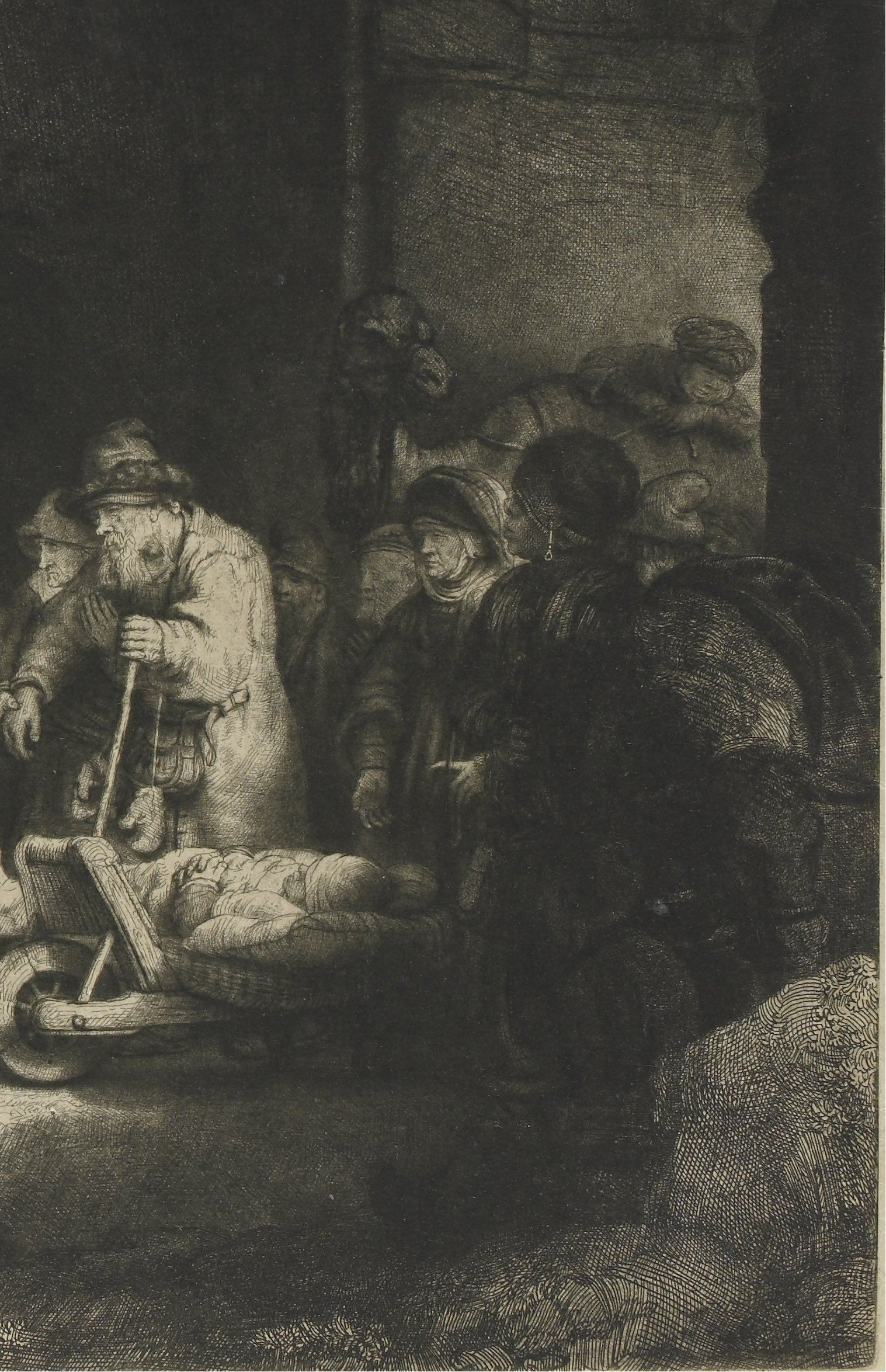
Entrée dans la pièce des pauvres et du chameau

## Postérité

### Copies faites par d'autres artistes
Aucune copie d'un artiste contemporain de Rembrandt n'est connue.
Au XVIIIe siècle, l'Angleterre se passionne pour l'œuvre de Rembrandt. En témoignent, les nombreuses copies de ses tableaux ou estampes. La plus ancienne de La Pièce aux cent florins qui soit connue est due à Thomas Worlidge en 1758, qui, un peu plus tard, copie aussi les parties coupées par Baillie.

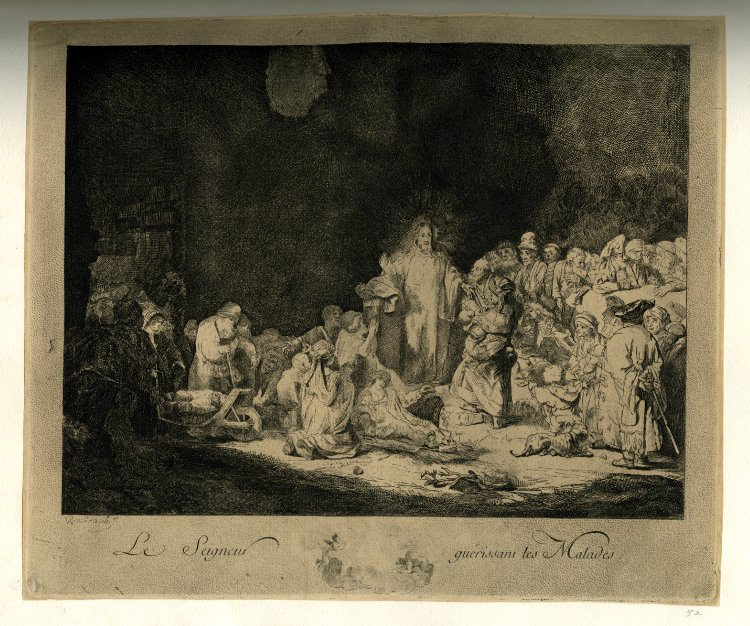
Le Seigneur guérissant les malades, copie inversée de La Pièce aux cent florins de Jacques-Philippe Le Bas, conservée au British Museum.

En 1755, Jacques-Philippe Le Bas lui imite le pas, d'après l'album de Basan publié à Paris en réalisant une copie inversée et en imitant la signature de Rembrandt.
La dernière copie connue est celle de Léopold Flameng, destinée au catalogue de Charles Blanc (1859-1861).

### Lieux de conservation
Le nombre d'épreuves faites de la gravure de Rembrandt est inconnu, mais on peut retrouver quelques-unes d'entre elles dans les musées suivants :
- le Rijksmuseum Amsterdam[3] ;
- le National Gallery of Art (Washington D. C.)[4] ;
- le musée national de l'art occidental (Tokyo)[5] ;
- le musée des beaux-arts du Canada (Ottawa)[6] ;
- le musée des beaux-arts de Boston[7], qui possède également l'épreuve de Baillie de la partie représentant le Christ[86] ;
- la Bibliothèque nationale de France[1],[8], qui possède également les parties de Baillie[85] ;
- le British Museum[9] ;
- le musée The Frick Collection[10] ;
- le Metropolitan Museum of Art[11] ;
- le Allen Memorial Art Museum de l'Oberlin College[12].

### Sur le marché de l'art
Au début du XXe siècle, Lucien Monod fait un compte-rendu de la valeur des estampes de Rembrandt sur le marché. Il les définit comme étant de « première classe », et leur estimation varie entre 18 et 100 000 fr. : ce prix record est pour La Pièce aux cent florins, vendue à New York en 1922 à Harlowe et Cie.